# 山崎智彦
山崎 智彦（やまざき ともひこ、1972年3月8日 - ）は、NHKのアナウンサー。

## 人物
新潟県南魚沼郡塩沢町（現 南魚沼市）出身、塩沢町立塩沢中学校と、新潟県立六日町高等学校を経て、芝浦工業大学工学部を卒業。同大学院修士課程を修了後、1997年（平成9年）4月に入局。
好きな食べ物は信州のりんご。

## 挿話
最初の新潟放送局勤務では、荒木美和アナが新潟を離れた後の地上デジタル放送推進大使を小正裕佳子アナに引き継ぐまで務め、民放の女性アナとともに広報CMで共演した。
自身が司会を担当したにいがたゆうどきラジオ最終回では番組中自身の名前を一切名乗らなかった。

## 現在の出演番組
- 新潟県のニュース・中継・リポート
- 新潟ニュース845
- 新潟ニュース610（狩野史長·木花牧雄のキャスター代行など）
- にいがたゆうどきラジオ（司会）

## 過去の出演番組
鹿児島放送局時代（1997年度 - 2002年度）
- 鹿児島県のニュース・中継・リポート
- HGX（司会）[3]

長野放送局時代（2003年度 - 2006年度）
- 長野県のニュース・中継・リポート
- イブニング信州（キャスター）

新潟放送局時代（1度目）（2007年度 - 2013年7月）
- 新潟県のニュース・中継・リポート
- 新潟ニュースファイル（代役）
- 生活ほっとモーニングリポーター

大阪放送局時代（2013年8月 - 2015年7月）
- 関西のニュース
- 上方演芸会（司会）

新潟放送局時代（2度目）（2015年8月 - ）